# Даново (Кольненський повіт)
Даново (пол. Danowo) — село в Польщі, у гміні Кольно Кольненського повіту Підляського воєводства.
Населення — 152 особи (2011).
У 1975-1998 роках село належало до Ломжинського воєводства.

## Демографія
Демографічна структура станом на 31 березня 2011 року:
|          | Загалом | Допрацездатний вік | Працездатний вік | Постпрацездатний вік |
| -------- | ------- | ------------------ | ---------------- | -------------------- |
| Чоловіки | 84      | 29                 | 50               | 5                    |
| Жінки    | 68      | 11                 | 42               | 15                   |
| Разом    | 152     | 40                 | 92               | 20                   |